# Galam Cennaleph
Galam Cennaleph (mort circa 580) est  roi des Pictes de 552 à 554.
La Chronique Picte attribue à Galam Cennaleph un règne de 2 ans : 1 an seul et 1 an avec Brude mac Maelchom.La seule date retenue par les Annales irlandaises pour cette période est 580 qui est celle de la mort de Galam surnommé Cendaeladh  (Annales de Tigernach) ou Cennalath roi des Pictes (Annales d'Ulster)
Galam ne devait sans doute régner que sur une partie des Pictes car son successeur Brude mac Maelchom mort en 584 (Annales d'Ulster) et (Annales de Tigernach) est crédité d’un règne d’une durée de 30 ans au cours duquel il aurait rencontré Saint Colomba la huitième année

## Sources
- (en) J.P.M. Calise, Pictish Sourcebook, Documents of Medieval Legend and Dark Age History, Londres, Greenwood Press, 2002, 365 p. (ISBN 0313322953), p. 228 Galam (Galam II, Galam Cennaleph Cennalath ((d.c. 580) Pictish king (556-554 ?) solo
- (en) W.A. Cumming, The Age of the Picts, Sutton Publishing, 1998 (ISBN 0750916087).
- (en) William Forbes Skene Chronicles Of The Picts,Chronicles Of The Scots, And Other Early Memorials Of Scottish History. H.M General Register House Edinburgh (1867) Reprint par Kessinger Publishings's (2007)  (ISBN 1432551051).